# Ebner Margit
Boldog Ebner Margit (németül: Margareta Ebner) (Donauwörth, 1291 körül – Maria Medingen kolostora, Mödingen, 1351. június 20.) boldoggá avatott domonkos apáca, misztikus.

## Élete
Ebner Margit gazdag családból származott. Kezdetben a szülői házban tanult, majd tizenöt éves kora körül lépett be a domonkos rend Mödingenben található kolostorába. 1312. február 6-án súlyos, szívbántalommal és bénulásokkal járó betegségbe esett, mely miatt három éven át gyakorlatilag ágyhoz volt kötve. Betegségeire földi gyógyírt nem találtak, s ezt nagyon nehezen viselte el. Ugyanígy nehézségeket okozott neki az, hogy nővértársai elhúzódtak tőle. Betegsége alatt, mely 1326-ban kezdett el javulni, egy „boldog nő” beszélt neki Isten országáról. 

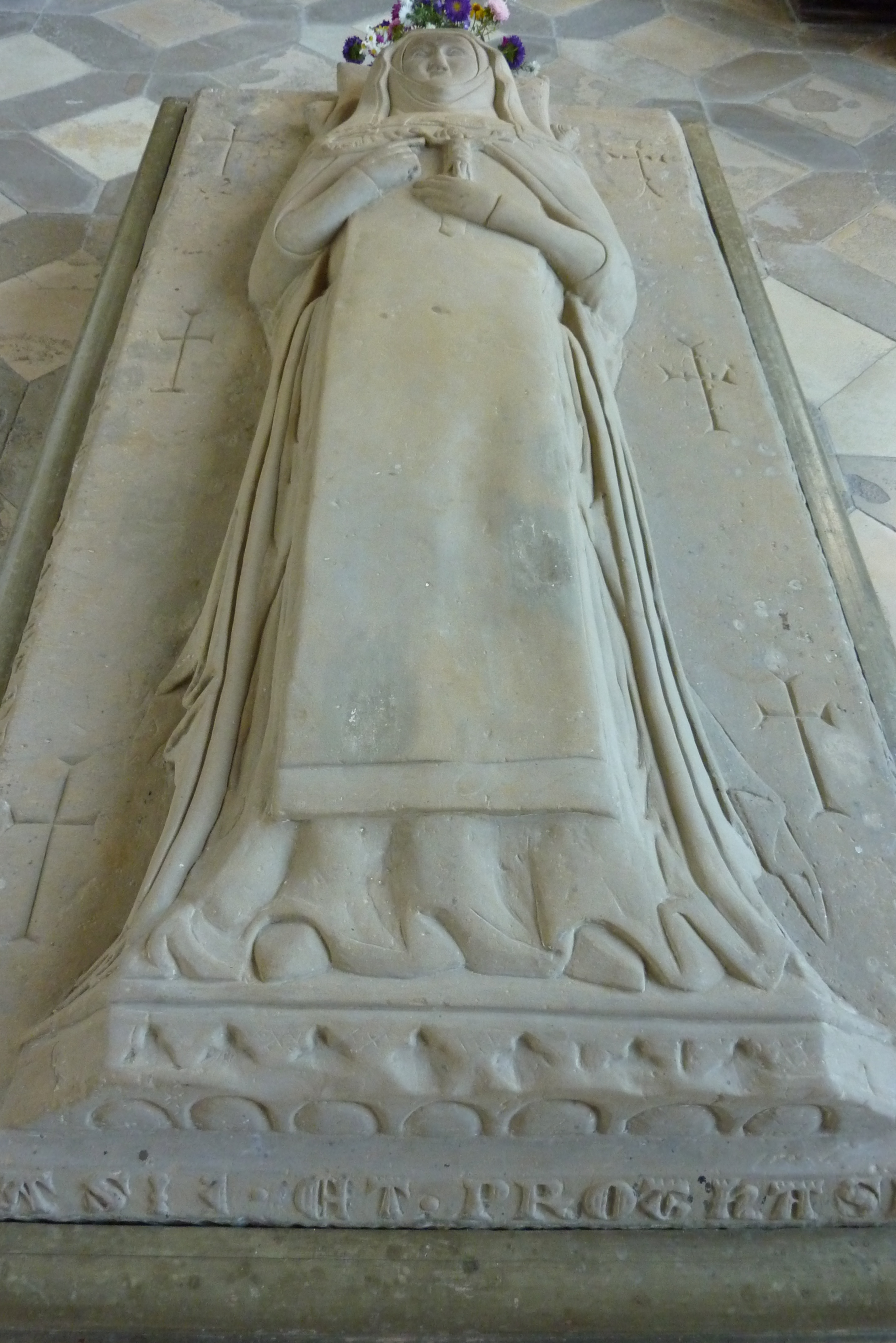
Síremléke

IV. Lajos német-római császár konfliktusba került a római pápával, s ebben a konfliktusban a kolostor a pápa mellett köteleződött el, így a kolostor népének el kellett menekülnie. Margit néhány apácatársával 1324–25-ben a családi házba menekült, ahol ugyanolyan szigorral élte a kolostor életét, mint azelőtt, és ahogy azután, amikor visszatérhetett Medingenbe.
1332. október 29-én Nördlingeni Henrik nevű pap látogatta meg a kolostort, és megismerkedett Margittal, akivel ettől kezdve lelki kapcsolatban és állandó levelezésben álltak. A Nördlingeni Henrikkel való első találkozástól kezdve Margit az „Isten barátai” nevű lelki közösség tagja lett. Ez a közösség az igaz keresztény életet akarta élni az avignoni válság idején.
1335. február 28-án Margit misztikus élményekben részesült, úgy érezte ima közben, hogy teljesen átadta magát Istennek, s neki adta valóságosan a szívét. Bár betegsége miatt komolyabb lemondásra nem volt lehetősége, de mégis lemondásokat vállalt, böjtölt, kemény fekhelyen aludt.
1344-től Nördlingeni Henrik kérésére lelki élményeit napló formájában foglalta össze. Az eredeti példány elveszett, de egy 1353-ból származó másolat fennmaradt.
Ebner Margit utolsó hónapjairól nem maradtak feljegyzések, de az iránta való tiszteletet az is jelzi, hogy nem közönséges sírhelyre, hanem a kolostor káptalantermének közepén temették el. Bár tisztelete rövidesen elterjedt, de tiszteletét mindössze II. János Pál pápa erősítette meg 1979. február 24-én.

## Fordítás
- Ez a szócikk részben vagy egészben  a   Margareta Ebner című angol Wikipédia-szócikk fordításán alapul.  Az eredeti cikk szerkesztőit annak laptörténete sorolja fel. Ez a jelzés csupán a megfogalmazás eredetét és a szerzői jogokat jelzi, nem szolgál a cikkben szereplő információk forrásmegjelöléseként.